# 四国朝鮮初中級学校

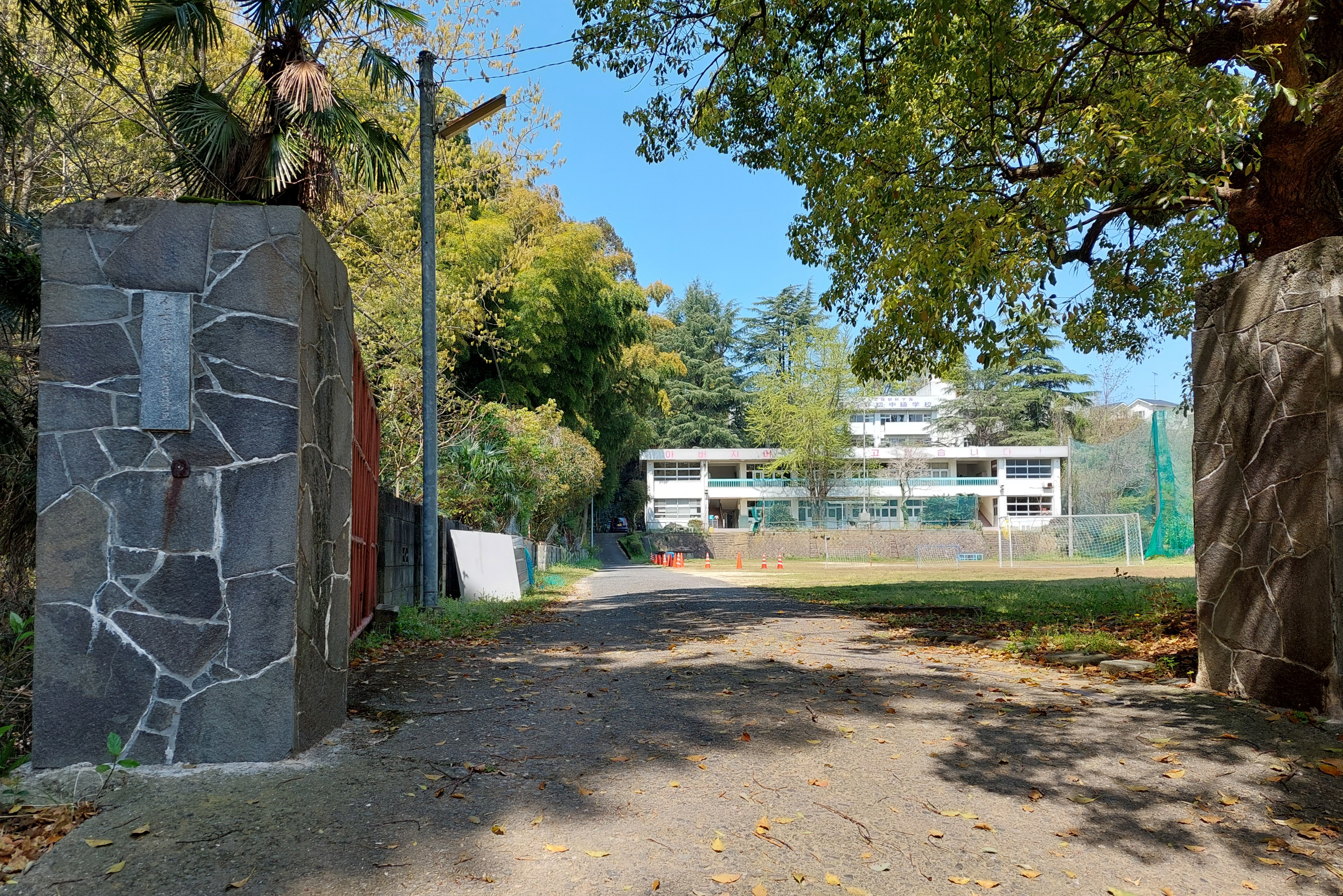
四国朝鮮初中級学校

四国朝鮮初中級学校（しこくちょうせんしょちゅうきゅうがっこう、시고꾸조선초중급학교）は、愛媛県松山市にある四国で唯一の朝鮮学校である。生徒数が極端に少なく運営的に非常に厳しい状態が続いている。
日本の小中学校に相当する教育を行う各種学校（非一条校）である。

## 沿革
- 1945年 - 各地に朝鮮語教室が作られる
- 1947年 - 松山朝鮮人学校として設立
- 1949年 - 朝鮮学校閉鎖令により閉鎖
- 1964年 - 現校名として再設立
- 1969年 - 各種学校として認可
- 2006年11月1日 - 学校創立60周年を迎えた。

## 学科
- 中級部
- 初級部

## 生徒数
- 2019年9月の時点で15人[1]
- 2023年5月の時点では全校生徒数10人[2]
- 2024年4月の時点では全校生徒数8人[3]

## 出身者
- ソニン - 女優、神戸朝鮮初中級学校へ進学。

## 所在地
- 〒791-8032 愛媛県松山市南斎院町乙50